# Weihnachtsengel

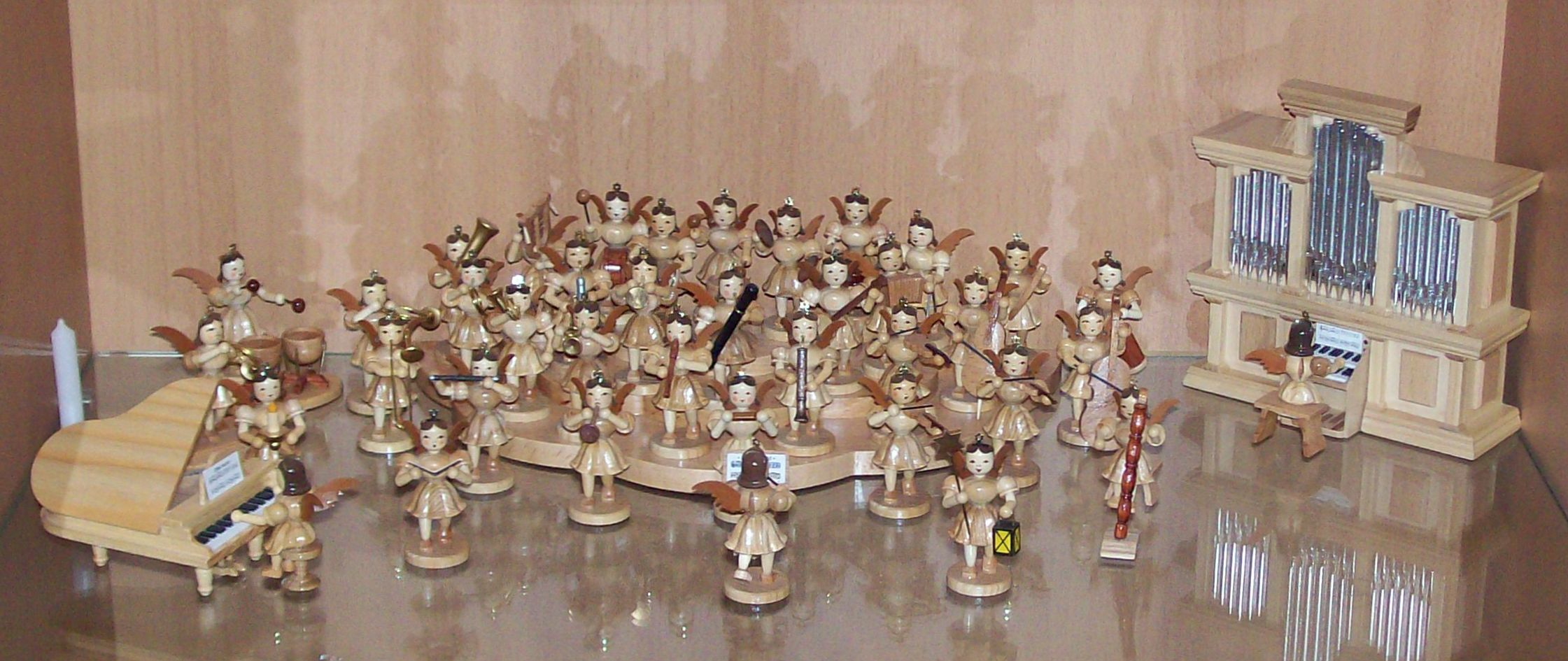
Orchester mit Weihnachtsengeln der Firma Blank aus Naturholz.

Als Weihnachtsengel werden kleine Holzfiguren bezeichnet, die Engel – meist ein Instrument spielend – verkörpern. Sie können so zu einem ganzen Orchester zusammengestellt werden. Die Ursprünge des kunstvollen Engelschnitzens liegen im Erzgebirge, hier sind die Engel ein fester Bestandteil der Erzgebirgischen Volkskunst.
Die Verbindung zum Weihnachtsfest ergibt sich aus der zentralen Rolle, die in der Geburtsgeschichte Jesu nach dem Lukasevangelium den Engeln zukommt: Ein einzelner Engel verkündet den Hirten die Geburt des Messias, ein ganzer Chor von Engeln stimmt darauf das Gloria in excelsis an. Engel gelten in der christlichen Überlieferung als Verkünder der Christengeburt und Träger des göttlichen Lichtes.

## Merkmale

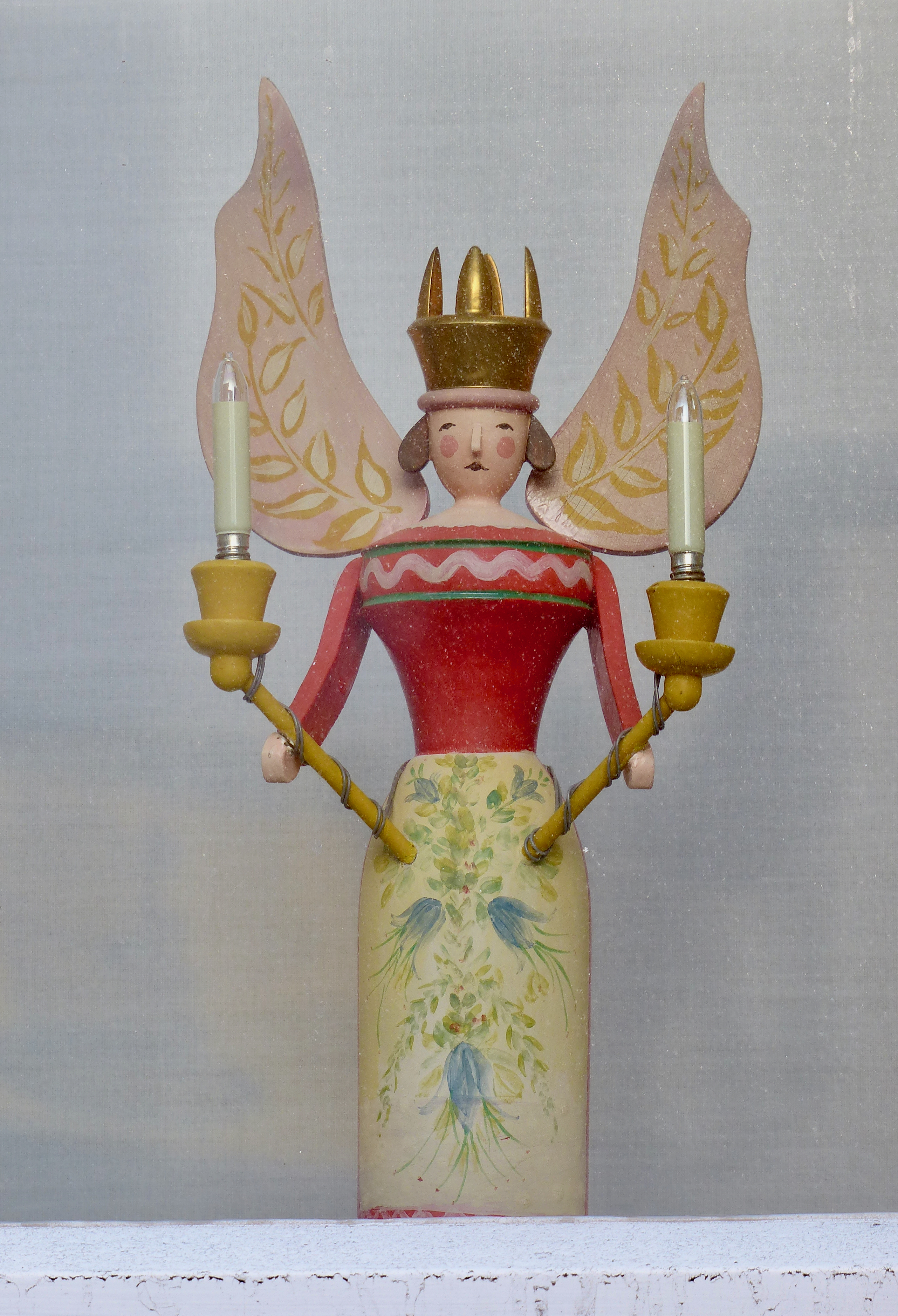
Lippersdorfer Weihnachtsengel

Weihnachtsengel werden zur Betonung ihres himmlischen Charakters stets mit Flügeln versehen. Sie können naturholzfarben oder bunt lackiert werden. Bei den farbigen Engeln weist die Farbe und Verzierung der Flügel auf den jeweiligen Hersteller hin, der dieses Merkmal als eine Art Markenzeichen pflegt. Die 3 bekanntesten Hersteller sind die Firmen Wendt & Kühn, Blank aus Grünhainichen und die Firma Uhlig aus Seiffen.
Die meisten Engel stehen auf einem kleinen hölzernen Sockeln, aber auch sitzende und hängende Ausführungen existieren. Als Podeste für die Orchester benutzt der Sammler sogenannte Wolken.
Es gibt Weihnachtsengel mit den meisten der in Europa gebräuchlichen klassischen (ohne elektrische Klangerzeugung) Musikinstrumenten, einschließlich Flügel und Orgel. Spezialisten tragen Kerzen, leuchten mit einer Laterne oder halten einfach ein Notenbuch.

## Geschichte

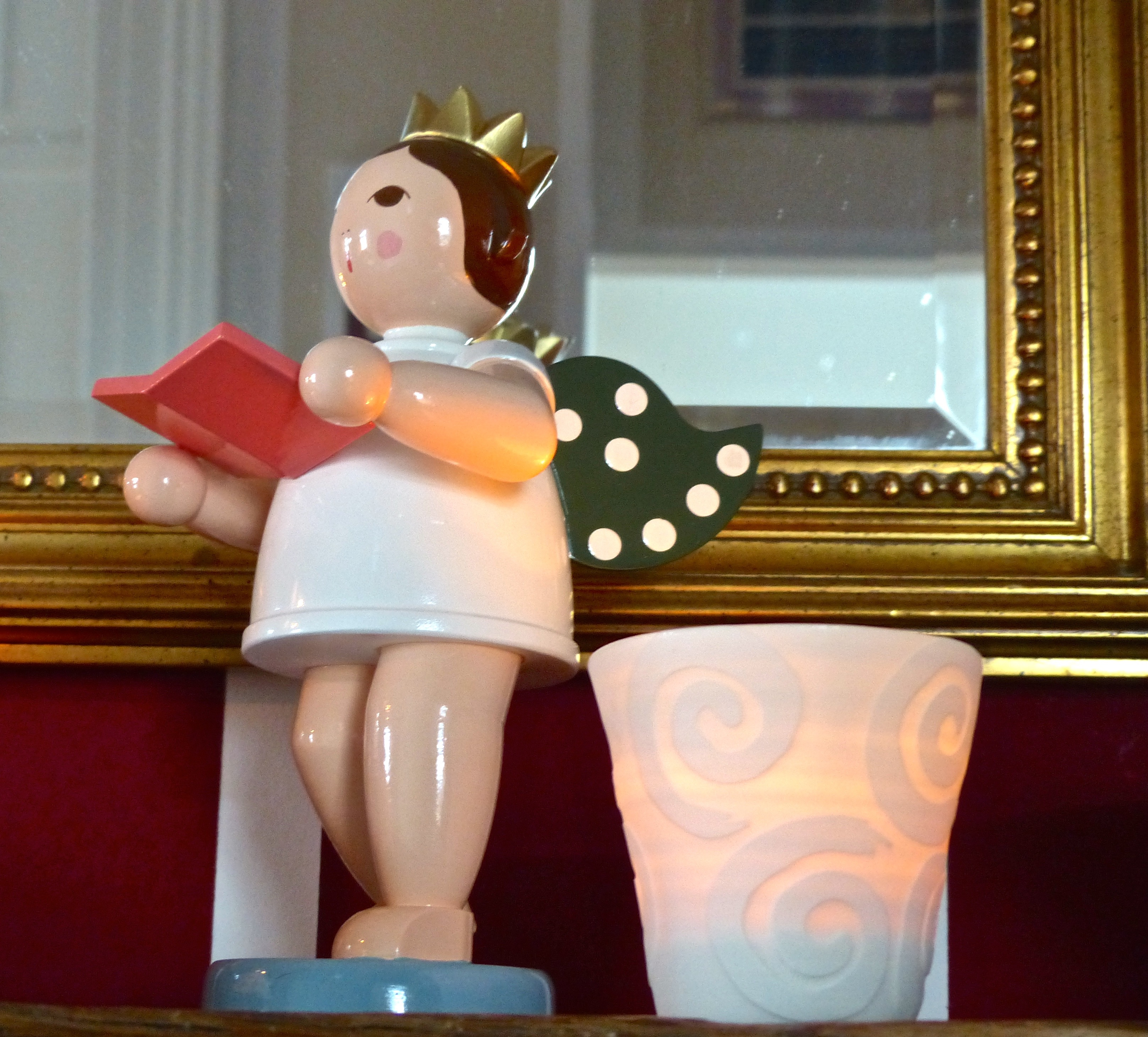
Singender Engel der Firma Ellmann, Olbernhau

Neben der für die erzgebirgische Schnitzkunst seit dem ausgehenden 18. Jahrhundert zentralen Figur des Bergmanns, fand der Engel als Lichtträger Verbreitung. Die Engelsfiguren der Erzgebirgischen Volkskunst zeichnen sich durch großartige Darstellungen in kleinformatiger Ausführung aus. Die ersten geschnitzten Engel findet man bereits bei Veit Stoß am Ende des 15. Jahrhunderts.
Um den gesteigerten Bedarf an Weihnachtsengeln durch die Ausbreitung des Weihnachtsbrauchtums abzudecken, entwickelten um 1830 Seiffner Drechsler aus der Nürnberger Kronendocke (Klapperpuppe für Kleinkinder) und dem Rauschgoldengel die gedrechselte Engelsfigur. Diese Figur hielt Lichter in beiden Händen, hatte Flügel an den Schultern und besaß eine goldene Krone.
Anfang des 20. Jahrhunderts begannen einige Spielzeugmacher mit der Herstellung von Weihnachtsengeln. Als Pioniere gelten Margarete Wendt, Margarete Kühn, Olly Wendt, geb. Sommer und Georg Beyer, der Erfinder des „Faltenrockengels“. Ihre Kreationen erfreuten sich von Anfang an großer Beliebtheit, die Verbreitung der Weihnachtsengel über das Erzgebirge hinaus bestimmten jedoch auch politische Rahmenbedingungen. Während des Zweiten Weltkrieges kam die Produktion fast völlig zum Erliegen. In der DDR wurden die Engel dagegen zum Exportschlager und Devisenbringer. Ironisch wurde dort von „Jahresendflügelfigur“ gesprochen, was mitunter auch als offizielle Bezeichnung benutzt worden sein soll.
Nach 1990 schafften viele der erzgebirgischen Holzmanufakturen den Sprung in die Marktwirtschaft. Weihnachtsengel sind weiterhin ein wichtiges Element der Erzgebirgischen Volkskunst und werden weithin auf Weihnachtsmärkten angeboten. Dabei hat sich die Vielfalt der gefertigten Modelle drastisch erhöht. Somit entwickelte sich für so manchen Sammler für die Weihnachtszeit ein neues Betätigungsfeld.